# Adżdabija
Adżdabija – miasto w Libii, w pobliżu wybrzeży zatoki Wielka Syrta, na południe od Bengazi. Około 81 tys. mieszkańców.

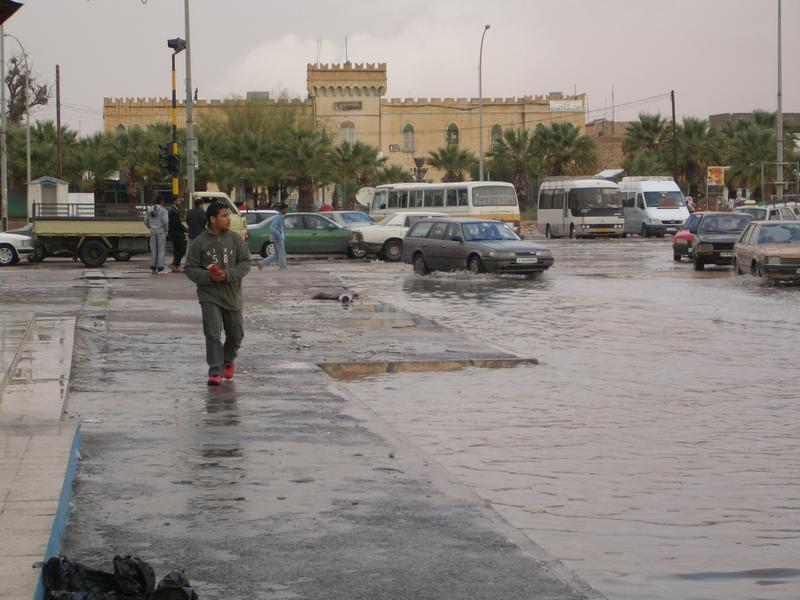
Centrum Adżdabii w deszczowy dzień